# Matse

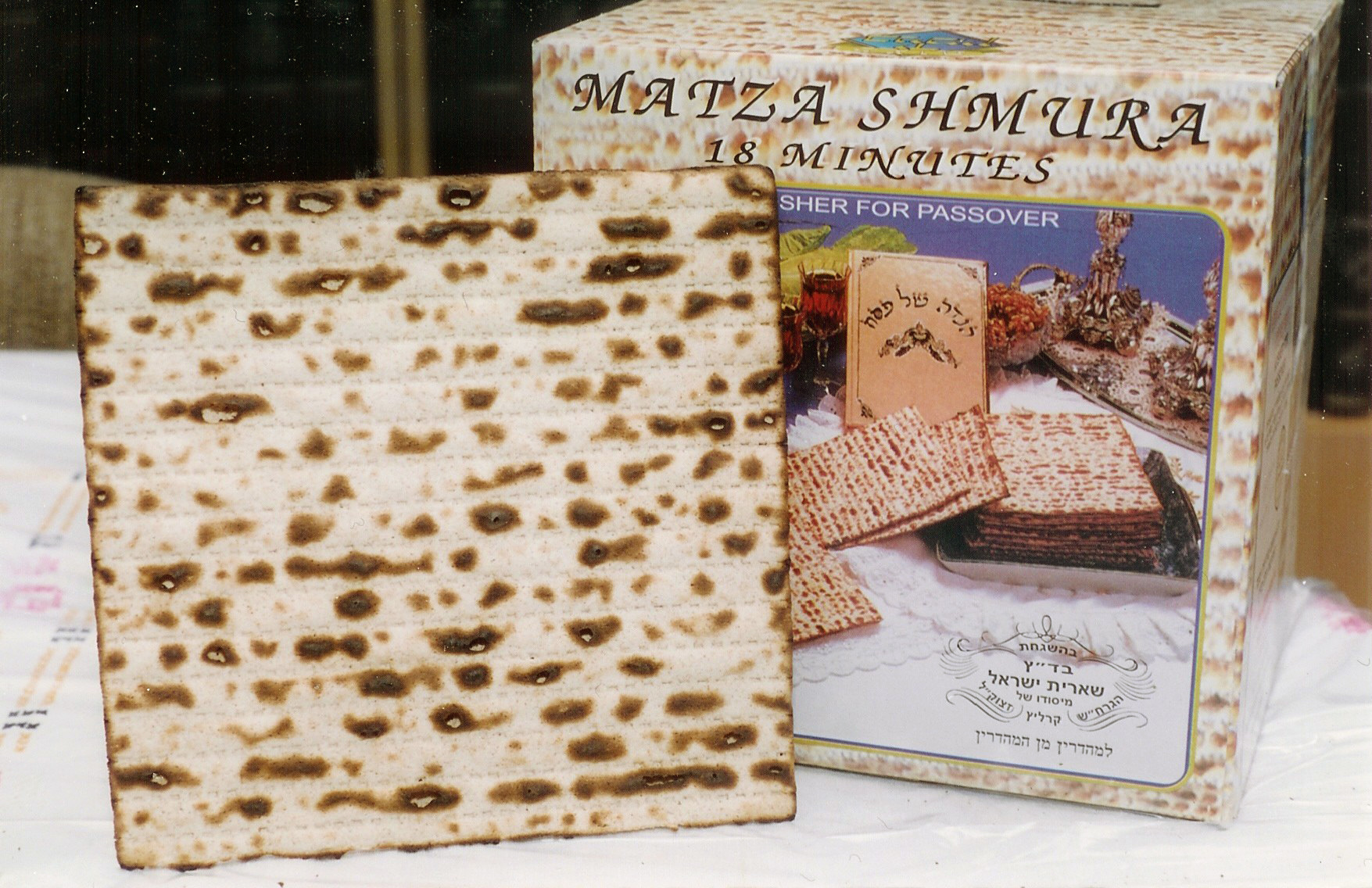
Een vierkante matse

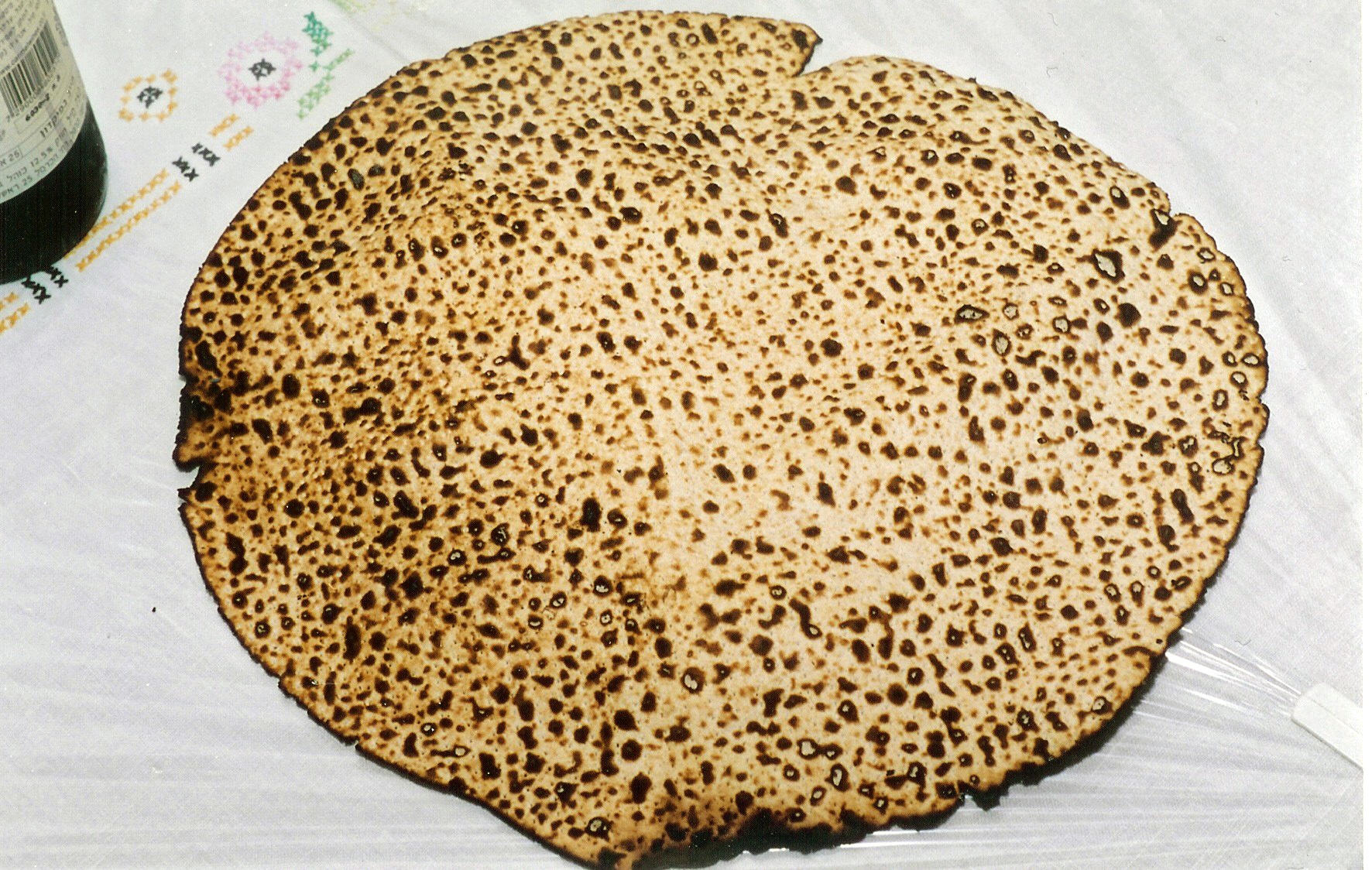
Een ronde matse

Een matse (Hebreeuws: מצה) is een ongedesemd brood, dat lijkt op een grote cracker. Er zijn ronde en vierkante matses in de handel.
Matses worden belegd met bijvoorbeeld kaas of suiker. Van matses of matsemeel kunnen ook matseballetjes (Jiddisch: kneidelach) gemaakt worden, vermengd met bijvoorbeeld water en melk. Deze dienen dan als vulling voor soep. Een ander gerecht op basis van matsemeel is krimsel of gremsjelies: een typisch Nederlands-Joods pesachgebak. Er is speciaal matsemeel te koop, maar matses fijnwrijven tot meel kan ook.

## Pesach
Met Pesach viert men in het jodendom de bevrijding uit de slavernij in Egypte. Volgens de Thora moesten de joden vlak voor hun vertrek in opdracht van God snel brood bakken zonder daar zuurdesem aan toe te voegen (Exodus 12:8).
Voordat Pesach begint wordt het gehele huis gereinigd, zodat er geen resten van gerezen brood (chametz of chometz) meer aanwezig zijn. Ook beschuitresten, toast en dergelijke worden verwijderd. In Israël is tijdens Pesach in Joodse winkels geen gerezen brood te koop, alle producten waar gist in voorkomt (zoals toast) zijn dan afgedekt. In Arabische winkels kan men nog wel brood kopen. Tijdens de Pesachweek eten religieuze en traditionele joden alleen maar matses en geen gerezen brood, de bedoeling van het eten van matses is om de herinnering aan de slavernij en de bevrijding door God te gedenken.

## Matses voor Pesach
De matses die gedurende het gehele jaar verkocht worden, zijn niet automatisch koosjer voor Pesach. Wat betreft de Joodse spijswet, kasjroet is Pesach een van de lastigste tijden van het jaar: alle voedingswaren moeten een speciale aanduiding Kosher Le-Pesach (Koosjer voor Pesach) hebben. Voor matses houdt dit o.a. in dat het gehele bakproces binnen achttien minuten moet zijn afgerond. Bij voorkeur worden de matses met de hand gemaakt en niet machinaal. Matses voor Pesach zijn dan ook een stuk duurder dan in de rest van het jaar: voor een kilo matses kan de prijs boven de 25 euro liggen.

## Pasen
Ook in veel Nederlandse christelijke gezinnen is het traditie om met Pasen matses te eten. De uittocht van Mozes, die ook deel uitmaakt van de Bijbel, en het Pesachfeest zijn hierbij vermengd met het christelijke paasfeest, de wederopstanding van Jezus Christus. Traditioneel worden de matses besmeerd met boter en bestrooid met suiker.

## Hollandia Matzes
In Nederland is in Enschede sinds 1933 Hollandia gevestigd. Deze bakkerij, die "Matze crackers" produceert, staat onder rabbinaal toezicht van het Nederlands-Israëlitisch Kerkgenootschap, wat betekent dat de daar gemaakte matses ook koosjer zijn.

## Spelling en uitspraak
Er bestaat een veelvoud aan spellingen voor het woord matse en het meervoud ervan (officieel: matses). Deze spellingen zijn vaak met het Angelsaksische 'tz'. De officiële Nederlandse spelling, matse (met de klemtoon op de eerste lettergreep), komt van het Jiddisch en Hebreeuws.
Het Hebreeuwse woord is matzo (of matza) (beide met de klemtoon op de laatste lettergreep), het meervoud daarvan is matzos (of matzot) (idem).